# ويليام إي. وارد
ويليام إي. وارد (بالإنجليزية: William E. Ward)‏ هو عسكري أمريكي، ولد في 6 مارس 1949.